# Kunie Iwahashi

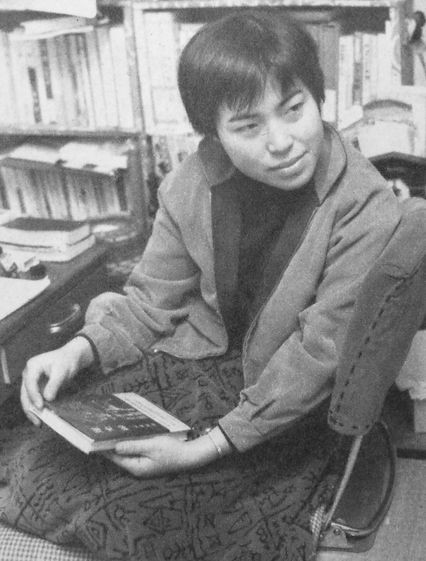
Kunie Iwahashi

Kunie Iwahashi (jap. 岩橋 邦枝, Iwahashi Kunie; * 10. Oktober 1934 in Hiroshima als Kunie Nemoto (根本 邦枝, Nemoto Kunie); † 11. Juni 2014 in Fukuoka) war eine japanische Schriftstellerin.

## Leben
Die Tochter eines christlichen Lehrerehepaares verließ mit ihrer Familie Hiroshima zwei Monate vor dem Abwurf der Atombombe. 1957 schloss sie ein Studium der Sozialpädagogik an der Ochanomizu-Frauenuniversität ab. Bereits mit ihrer ersten Erzählung Tsuchi kure gewann sie 1954 den landesweiten Studenten-Schreibwettbewerb. Mit Fusanka gewann sie 1956 den Fujinkōron-Preis.
Nach ihrer Heirat 1957 reduzierte sich ihre literarische Produktion, in ihren späteren Werken reflektierte sie immer wieder die Situation verheirateter Frauen. Für den Erzählband Asai Nemuri wurde sie 1982 mit dem Hirabayashi-Taiko-Literaturpreis ausgezeichnet. In der Erzählungssammlung Hanryo, für die sie den Preis des japanischen Erziehungsministers erhielt, setzte sich Iwahashi mit dem Tod ihres Ehemanns auseinander, der 1983 gestorben war.
In Ai to hangyaku: kindai josei shi o tsukutta onna-tachi schrieb Iwahashi die Biographien von zwölf Frauen der jüngeren japanischen Geschichte. Für Ukihashi erhielt sie 1992 den Frauenliteraturpreis (Joryū Bungaku Shō).
Kunie Iwahashi starb am 11. Juni 2014 in Fukuoka im Alter von 79 Jahren an den Folgen einer Bauchfellentzündung.

## Werke
- 1956 Gyakukōsen (逆光線), Erzählungen
- 1976 Shizukana mijikai gogo (静かなみじかい午後), Erzählungen
- 1981 Asai nemuri (浅い眠り)
- 1984 Manatsubi (真夏日), Erzählungen
- 1984 Ai to hangyaku: kindai joseishi o tsukutta onna-tachi (愛と反逆 近代女性史を創った女たち), Biographien
- 1985 Hanryo (伴侶), Roman
- 1987 Nakazora ni (中空に), Erzählungen
- 1988 Meichō (迷鳥), Erzählungen
- 1992 Ukihashi (浮橋), Roman

## Quelle
- Sachiko Shibata Schierbeck, Marlene R. Edelstein: Iwahashi Kunie. In: Japanese Women Novelists in the 20th Century: 104 Biographies, 1900-1993. Museum Tusculanum Press, 1994, ISBN 87-7289-268-4, S. 137–139 (eingeschränkte Vorschau in der Google-Buchsuche).